# Hans Kolditz
Hans Kolditz (Halle an der Saale, 26 augustus 1923 – Konz bij Trier, 19 mei 1996)) was een Duits componist en dirigent. Hij werkte ook onder de pseudoniemen Hans Hermann, Vlad Kabec, Kurt Sorbon en Jean Trèves.

## Levensloop
Kolditz kreeg vanaf 1936 privélessen voor viool, piano, klarinet en muziektheorie. Van 1940 tot 1942 studeerde hij aan de Staatliche Hochschule für Musik in Leipzig. Na de Tweede Wereldoorlog vertrok hij naar Trier en was dirigent van verschillende harmonieorkesten in de omgeving. Later vertrok hij naar Karlsruhe, waar hij vanaf 1968 in een muziekuitgave als componist, arrangeur en adviseur voor harmonieorkesten werkzaam was. Nadat hij met pensioen gegaan was vertrok hij opnieuw in de omgeving van Trier.

## Composities

### Werken voor harmonieorkest
- 1967: - Schwarzwald-Suite
- 1969: - Romantic Time, concertwals
- 1969: - Starparade Solisten-Medley
- 1970: - Bella Italia[1]
- 1972: - Tokajer, Hongaarse zigeunerdans
- 1973: - Contrast, spiritual en rock
- 1974: - Hudson Melodie, rapsodische schetsen
- 1975: - Odenwald Walzer
- 1975: - Phönix-Ouvertüre
- 1975: - Salutas Amigos, ouverture
- 1976: - Concertino, voor eufonium en harmonieorkest
  1. Introduktion
  2. Elegie
  3. Scherzo
- 1977: - Breitenauer Marsch
- 1977: - Jet-Set
- 1978: - American Journal
- 1978: - Contrast Spiritual and Rock
- 1978: - Die Schwarzwald-Marie
- 1978: - Festruf
- 1978: - Hava nagila, naar het Israëlische volkslied
- 1978: - Party in der Haifischbar, zeemansliederen in moderne stijl
- 1978: - Sonniges Spanien
- 1978: - Springtime in Florida, mars
- 1978: - Wir wandern und singen, selectie met marsliederen
- 1979: - Mit klingendem Spiel, marsenselectie
- 1979: - Mit Polkas um die Welt, selectie
- 1979: - Tanzturnier, dansfantasie over Zuid-Amerikaanse ritmes
- 1980: - Concertino, voor altsaxofoon en harmonieorkest
  1. Fantasia
  2. Romanze
  3. Scherzo
- 1980: - Mit frischem Mut, mars
- 1980: - Pfälzische Rhapsodie
- 1980: - Saint Apollinaire Marsch
- 1980: - Vorhang auf, ouverture
- 1981: - Mexicana, Mexicaanse fantasie
- 1981: - Treffpunkt Montmartre, ouverture
- 1982: - Musik über den Bergen
- 1982: - Pop-Suite
  1. Fughetta
  2. Melancholie
  3. Finale
- 1982: - Sonne über den Bergen, concertwals
- 1982: - Verträumte Melodien, selectie
- 1984: - Las Vegas, impressies
- 1984: - Souvenirs, Souvenirs, selectie
- 1985: - Das Feuerwerk
- 1985: - Eine Nacht in Budapest
- 1986: - Concerto '87
- 1986: - Die verrückten zwanziger Jahre
- 1988: - Rondo, voor tuba en harmonieorkest
- 1988: - Cafe Latina
- 1990: - Melodien für Millionen, selectie
- 1990: - A Sentimental Sax, voor altsaxofoon en harmonieorkest
- Black Bottom
- Castaldo Marsch
- Chorale fantasia
- Die goldenen zwanziger Jahre
- Ein Wintermärchen - (Een wintersprokje), fantasie
- Louisiana, rapsodie
- Musik für Blasorchester
- Südliche Impressionen
- Vorspiel zu einem Musical

### Vocale muziek

#### Liederen
- 1954: - Jimmy, Jacky, Bill, voor zangstem en piano
- Olala, Caballero!, Paso doble voor zangstem en piano

### Kamermuziek
- 1982: - Wenn wir gehn - dann gehn wir alle, voor 10 blaasinstrumenten
- Vier Bagatellen, voor 2 dwarsfluiten en 2 klarinetten